# Бивио (Салерно)
Бивио је насеље у Италији у округу Салерно, региону Кампанија.
Према процени из 2011. у насељу је живело 438 становника. Насеље се налази на надморској висини од 295 м.